# Adriana Sage
Adriana Sage   (Ciutat de Mèxic, 16 d'abril de 1980) és una actriu porno mexicana retirada, que entre 2008 i 2009 va ser sovint una de les 10 més famoses a Internet.
Sage, va néixer a Mèxic amb el nom de Rosa Gonzales, però es va criar a San Diego. Abans de dedicar-se a la pornografia, va treballar a la gelateria Baskin Robbins, a un hospital veterinari i a una agència de lliurament de diaris.
Va començar la seva carrera en el porno als 18 anys d'edat, després de traslladar-se a Riverside (Califòrnia) i començar a ballar en un club de striptease. El 1998, va ser contractada per un buscador de talents per a adults i va posar per a revistes masculines. La seva família va donar suport a la seva elecció professional. Va derivar el pseudònim d'Adriana, el seu nom real, i de Sage, un personatge dels còmics X-Men.
A principis de 2003, va crear el seu lloc web i va començar a treballar de nou després d'una breu pausa. Ara ha abandonat completament les escenes heterosexuals. L'última escena amb un home es remunta al 2001. Ella segueix posant només per al seu lloc. Una altra de les seves activitats són les vetllades a diferents clubs de striptease. Va fer una aparició en una versió sense censura del videoclip P.I.M.P. de 50 Cent. Prozack Turner, del grup de hip-hop Foreign Legion, li va dedicar una cançó d'amor The Ballad of Adriana Sage.
El 2004 va rebre una nominació als Premis AVN a la Millor escena de sexe en solitari (Hard Edge)